# غيظ (فلم 2014)
غيظ هو فيلم حركة تم إنتاجه في الولايات المتحدة وصدر في سنة 2014. من بطولة نيكولاس كيج.

## الميزانية والإيرادات
بلغت تكلفة إنتاج الفيلم حوالي 25 مليون دولار.

## وصلات خارجية
- مقالات تستعمل روابط فنية بلا صلة مع ويكي بيانات